# Kołtuszy (przystanek kolejowy)
Kołtuszy (ros. Колтуши) – przystanek kolejowy w miejscowości Karjer-Miagłowo, w rejonie wsiewołożskim, w obwodzie leningradzkim, w Rosji. Położony jest na linii z petersburskiego Dworca Ładoskiego do Gor.
W pobliżu znajduje się baza wagonów pasażerskich.